# Centropomus poeyi
Centropomus poeyi is een straalvinnige vissensoort uit de familie van glasbaarzen (Centropomidae). De wetenschappelijke naam van de soort is voor het eerst geldig gepubliceerd in 1961 door Chávez.